# کگومس
کگومس (به آلمانی: Keggum) شهرکی در لتونی با جمعیت ۲٬۴۷۳ نفر است که در ogre district واقع شده‌است.